# Pelikan dzioborogi
Pelikan dzioborogi (Pelecanus erythrorhynchos) – gatunek dużego ptaka z rodziny pelikanów (Pelecanidae), zamieszkujący Amerykę Północną. Pływając, często trzyma skrzydła lekko uniesione do góry.

## Systematyka
Gatunek ten po raz pierwszy zgodnie z zasadami nazewnictwa binominalnego opisał Johann Friedrich Gmelin pod nazwą Pelecanus erythrorhynchos. Opis ukazał się w 1789 roku w 13. edycji linneuszowskiego „Systema Naturae”. Jako miejsce typowe autor wskazał Amerykę Północną, co później uściślono na Zatokę Hudsona i Nowy Jork, gdyż te lokalizacje pozyskania okazów typowych podał John Latham w swej cytowanej przez Gmelina pracy A general synopsis of birds. Nie wyróżnia się podgatunków.

## Morfologia

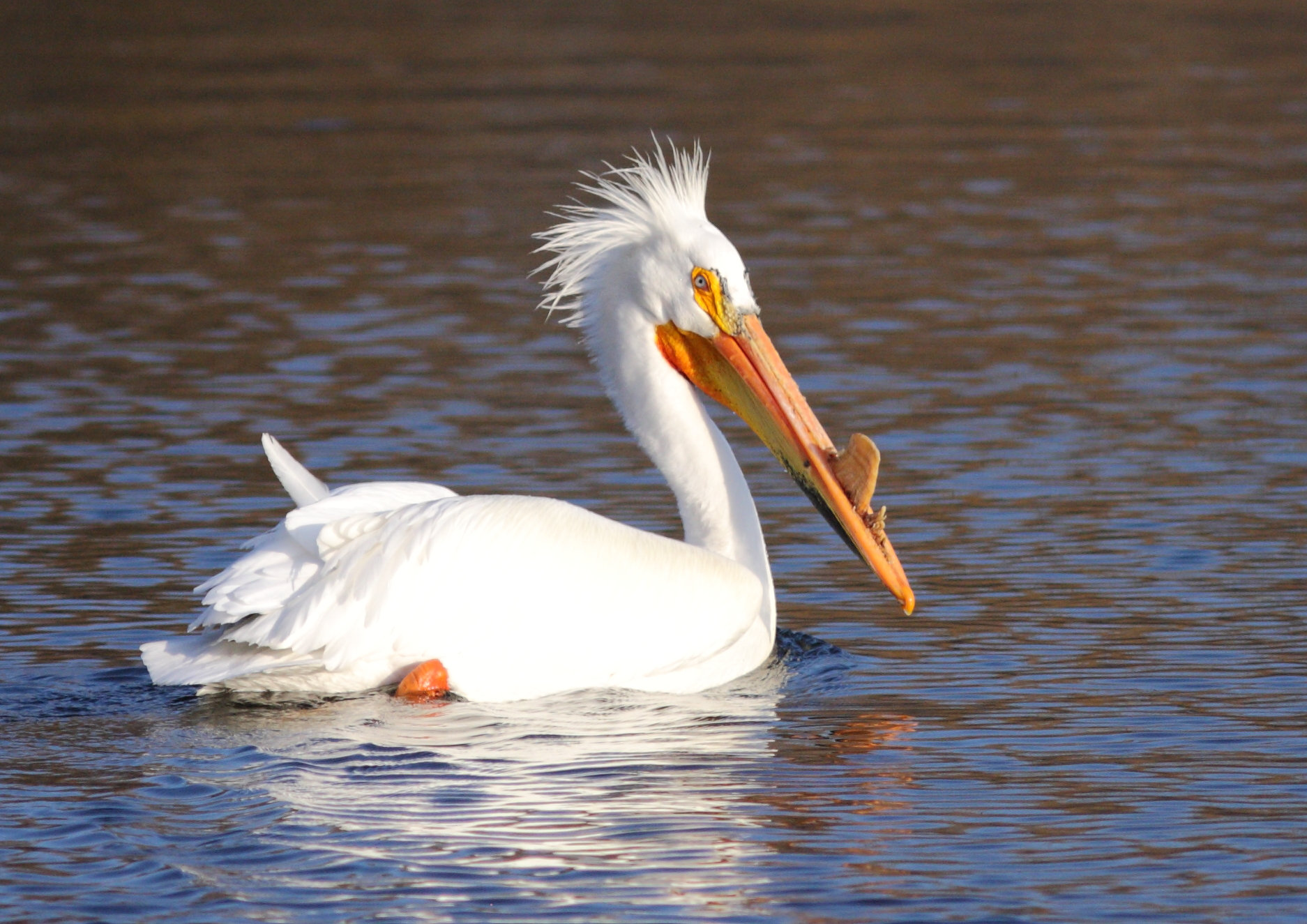
Osobnik dorosły w szacie godowej

WyglądObie płcie cechuje jednakowe ubarwienie. Dziób długi, barwy łososiowej, z żółtawym workiem skórnym. Pióra białe, z wyjątkiem czarny pokryw pierwszorzędowych, lotek I rzędu i zewnętrznych lotek II rzędu. Nogi pomarańczowoczerwone. Podczas sezonu lęgowego dziób jaśniejszy. W połowie szczęki wykształca się wtedy pionowa, rogowa płytka (stąd nazwa pelikana); powstaje wtedy także czubek na potylicy i jasnożółta plama na piersi. Czubek po sezonie lęgowym robi się szary.
RozmiaryDługość ciała 127–178 cm; masa ciała 5–8,5 kg; rozpiętość skrzydeł 244–299 cm.

## Zasięg, środowisko
Gniazda zakłada w nielicznych koloniach na jeziorach Ameryki Północnej (Kanada i USA). Zimuje wzdłuż wybrzeży południowo-wschodniej i południowo-zachodniej części Ameryki Północnej; zasięg zimowania rozciąga się od południa USA po Gwatemalę, niekiedy jeszcze dalej na południe – aż po Kostarykę.

## Status
IUCN uznaje pelikana dzioborogiego za gatunek najmniejszej troski (LC, Least Concern). Liczebność populacji szacuje się na około 180 tysięcy osobników, a jej trend oceniany jest jako wzrostowy.